# Sorex sonomae
Sorex sonomae är en däggdjursart som beskrevs av Jackson 1921. Sorex sonomae ingår i släktet Sorex och familjen näbbmöss. IUCN kategoriserar arten globalt som livskraftig.
Arten når en absolut längd av 120 till 158 mm, inklusive en 45 till 65 mm lång svans. Den har 13 till 18 mm långa bakfötter och 7 till 8 mm långa öron. Vikten är 14 till 18 g. På varje sida av överkäken förekommer mellan framtänderna och premolarerna fem enkelspetsiga tänder. Av dessa är de första två störst, den fjärde lite mindre och den tredje ännu mindre. Den femte är bara en fyrkantig stubbe som har lite avstånd från den premolara tanden. Det finns inga extra knölar på den första framtanden i överkäken.
Pälsen har hos nominatformen (S. s. sonomae) på ovansidan en ljusbrun till mörkbrun färg med röd skugga. Undersidan är ännu mörkare brun. Svansen har samma färg som ryggen på ovansidan och undersidan. Hos S. s. tenelliodus är bålens undersida däremot vitaktig med rosa skugga och ovansidan brunaktig. Även svansen är uppdelad i en brun ovansida och rosa undersida.
Denna näbbmus förekommer i västra USA vid Stilla havet i Kalifornien och Oregon. Habitatet utgörs av busklandskapet Chaparral, fuktiga barrskogar och av ekosystemet sälta.
Honor har antagligen flera kullar mellan mars och september och en kull består av 2 till 6 ungar. Arten äter liksom andra näbbmöss insekter och andra ryggradslösa djur. Den håller ingen vinterdvala. Individer i fångenskap byggde bon av växtdelar.

## Underarter
Arten delas in i följande underarter:
- S. s. sonomae
- S. s. tenelliodus, vid norra och östra kanten av utbredningsområdet i Oregon[9]